# زاوية بلتان
زاوية بلتان إحدى قرى مركز طوخ التابع لمحافظة القليوبية بجمهورية مصر العربية.

## التاريخ
ذكرها علي مبارك في كتابه الخطط التوفيقية، حيث ذكر أنها قرية صغيرة من قرى مديرية القليوبية بقسم بنها، بها زاوية للصلاة.

## السكان
بلغ عدد سكان زاوية بلتان 9,340 نسمة، حسب الإحصاء الرسمي لعام 2006.